# Komet Shoemaker 4
Komet Shoemaker 4 ali 199P/Shoemaker 4 je periodični komet z obhodno dobo okoli 14,5 let.
.
 Komet pripada Jupitrovi družini kometov . 

## Odkritje
Komet sta odkrila 14. oktobra 1994 ameriška astronoma, zakonca S. Shoemaker in E. Shoemaker.